# Huenia
Huenia is een geslacht van kreeftachtigen uit de klasse van de Malacostraca (hogere kreeftachtigen).

## Soorten
- Huenia australis Griffin & Tranter, 1986
- Huenia bifurcata Streets, 1870
- Huenia brevifrons Ward, 1Klein gedrukte tekst941
- Huenia grandidierii A. Milne-Edwards, 1865
- Huenia halei Griffin & Tranter, 1986
- Huenia heraldica (De Haan, 1837)
- Huenia keelingensis Griffin & Tranter, 1986
- Huenia nagaii Takeda & Marumura, 2010
- Huenia pacifica Miers, 1879
- Huenia toyoshioae Takeda & Marumura, 2010